# Aïssatou Diallo Sagna
Aïssatou Diallo Sagna, née en 1983, est une actrice et aide-soignante française. En 2022, elle obtient le César de la meilleure actrice dans un second rôle pour sa prestation dans La Fracture.

## Biographie

### Enfance et carrière
Originaire de Guinée, Aïssatou Diallo Sagna grandit en Seine-et-Marne. Après avoir obtenu un BEP sanitaire et social, elle travaille en tant qu'agente en services hospitaliers, avant de devenir aide-soignante.
En 2020, alors que la production du long-métrage La Fracture recherche des figurants professionnels de la santé, ses collègues la poussent à participer au casting. Elle est sélectionnée pour le rôle de l'infirmière Kim dans le film de Catherine Corsini. Après avoir été invitée au Festival de Cannes au cours duquel est présenté le film, elle reçoit le César de la meilleure actrice dans un second rôle en 2022,. Elle continue à exercer son métier d'aide-soignante, affirmant qu'elle « peut continuer [son] métier et tourner aussi » et soutenant que « ce n'est pas incompatible ».

### Vie privée
Aïssatou Diallo Sagna est mariée et mère de trois enfants.

## Filmographie
- 2021 : La Fracture de Catherine Corsini : Kim
- 2023 : Le Retour de Catherine Corsini
- 2023 : La Fiancée du poète de Yolande Moreau
- 2023 : Une année difficile d'Éric Toledano et Olivier Nakache
- 2024 : Mon inséparable d'Anne-Sophie Bailly
- 2024 : Belle de Benoit Jacquot
- 2025 : Le Grand Déplacement de Jean-Pascal Zadi

## Distinctions
- César 2022 : César de la meilleure actrice dans un second rôle pour La Fracture